# Selenča
Selenča (serbocroata cirílico: Селенча; húngaro: Bácsújfalu) es un pueblo de Serbia perteneciente al municipio de Bač en el distrito de Bačka del Sur de la provincia autónoma de Voivodina.
En 2011 tenía 2996 habitantes. Casi todos los habitantes son étnicamente eslovacos.
Se conoce la existencia del pueblo desde 1590, cuando se menciona en documentos otomanos como una pequeña aldea habitada por serbios. En 1758, el Imperio Habsburgo organizó la repoblación del pueblo con colonos eslovacos, que originalmente eran luteranos. En los años posteriores hasta finales del siglo XVIII, llegaron también al pueblo eslovacos católicos.
Se ubica en la periferia oriental de la capital municipal Bač, en la salida de la carretera 112 que lleva a Temerin.